# Schelvis
De schelvis (Melanogrammus aeglefinus) is een straalvinnige vis uit de familie van de kabeljauwen (Gadidae) die voorkomt in het noordoosten van de Atlantische Oceaan van de Golf van Biskaje tot aan Svalbard. De wetenschappelijke naam van de soort werd als Gadus aeglefinus in 1758 gepubliceerd door Carl Linnaeus. De vis is minder algemeen in het noordwestelijk deel van de Atlantische Oceaan voor de kust van Canada en de VS.

## Beschrijving
De schelvis is gemiddeld 35 centimeter en kan een lengte bereiken van 112 centimeter met een gewicht van 16,8 kilogram. De vis kan maximaal 20 jaar oud worden. De vis is van boven donkergroen tot bruin met zilvergrijze flanken en een witte buik. Kenmerkend is de grote ovale donkere vlek onder de eerste rugvin. Zoals bij veel kabeljauwachtigen zijn er drie rugvinnen, de eerste met 14 tot 17 vinstralen (lang maar snel in lengte afnemend, waardoor de vin een driehoekige vorm heeft), een tweede vin met 20-24 vinstralen en een derde met 19 tot 23 vinstralen. De bek is onderstandig, wat wil zeggen dat de bovenkaak langer is dan de onderkaak.

## Leefwijze
De schelvis is een zoutwatervis die voorkomt in gematigde kustwateren op een diepte van 10 tot 200 meter, dicht bij de bodem.
De schelvis voedt zich voornamelijk met kreeftjes, visjes, mosselen en borstelwormen, waaronder wadpieren.

## Relatie tot de mens
De schelvis is voor de beroepsvisserij van groot belang en ook gewild bij zeehengelaars. Langs de kusten van de Lage Landen is de schelvis minder algemeen en worden alleen jonge exemplaren gezien of gevangen.
De soort is volgens de Rode Lijst van de IUCN een kwetsbare diersoort.